# Gradisca d’Isonzo
Gradisca d’Isonzo – miejscowość i gmina we Włoszech, w regionie Friuli-Wenecja Julijska, w prowincji Gorycja.
Według danych na rok 2004 gminę zamieszkiwało 6445 osób, 644,5 os./km².